# Gabriella di Vergy
Gabriella di Vergy (título original en italiano; en español, Gabriela de Vergy) es una ópera en tres actos con música de Gaetano Donizetti y libreto en italiano de Andrea Leone Tottola, basado en la tragedia Gabrielle de Vergy de Dormont de Belloy. La ópera recibió su estreno póstumo en el Teatro San Carlo de Nápoles el 29 de noviembre de 1869.

## Historia
En 1826 Donizetti se encontraba en Nápoles, y empezó a mostrar interés por el drama Gabriella di Vergy, una célebre tragedia ya musicada por otros compositores antes de él (Michele Carafa, Johann Simon Mayr, Francesco Morlacchi, Carlo Coccia). Sería difícil de estrenar, porque no tenía contrato con ningún teatro; Donizetti entonces compuso sólo como "prueba" algunos números, que luego fue reutilizando en posteriores óperas (Otto mesi in due ore, L'esule di Roma, Il paria, Anna Bolena).
La primera representación de la ópera tuvo lugar veinte años después de la muerte de Donizetti, el 29 de noviembre de 1869, finalmente en el San Carlos, después de haber sido revisada por los alumnos de Donizetti, Gabriele Puzone y Paolo Serrao (que añadieron algunas piezas de sus dos cantatas Il fausto ritorno y Cristoforo Colombo).

## Personajes
| Personaje                      | Tesitura | Reparto el 29 de noviembre de 1869 Director: Nicola De Giosa |
| ------------------------------ | -------- | ------------------------------------------------------------ |
| Fayel, conde de Vergy          | barítono | Giuseppe Villani                                             |
| Gabriela, condesa de Vergy     | soprano  | Marcella Lotti della Santa                                   |
| Almeide, hermana de Fayel      | soprano  | Carolina Certoné                                             |
| Raúl, enamorado de Gabriela    | tenor    | Gottardo Aldighieri                                          |
| Felipe Augusto, rey de Francia | bajo     | Marco Arati                                                  |
| Armando, amigo de Fayel        | bajo     | Memmi                                                        |

## Argumento
La acción tiene lugar en Borgoña a comienzos del siglo XIII.
Acto I
Sala del castillo de Autrei
Los cortesanos observan el dolor de Fayel; este, ante los intentos de su hermana Almeide por saber qué le pasa, confiesa que su amor por su esposa Gabriella no es correspondido y él sólo clama venganza. Armando introduce entonces a Raoul, mensajero del rey Filippo; el rey planea alojarse en el castillo, lo que causa gran alegría en Fayel. Una vez se queda solo, Raoul revela que todo es un engaño para poder estar de nuevo junto a su amada Gabriella, aunque ella haya traicionado su amor casándose con otro (aria: Ma che dissi? E dove mai). Raoul se esconde al escuchar que alguien se acerca: es Gabriella, presa de remordimientos por haber traicionado a su amor (aria: Tronca pure i dì funesti). Raoul entonces se revela ante ella, le recrimina su traición y cuenta que fue su amor el que le mantuvo vivo en batalla. Ella le confiesa que tuvo que casarse con Fayel por la insistencia de su padre, revelando así que todavía ama a Raoul, por lo que este planea enfrentarse al esposo por el amor de Gabriella. 
Amplio recinto en el castillo de Autrei
Todos acogen con alegría al rey Filippo. Este presenta al guerrero que le salvó la vida, que no es otro que Raoul. Fayel reconoce en él a su rival en el amor por Gabriella, a quien creía muerto. Filippo le pide a Fayel la mano de su hermana Almeide para casarse con Raoul; Almeide reacciona encantada, y Fayel acepta con la esperanza de que un nuevo amor pueda apagar el anterior, pero tramando su cruel venganza si no es así. Raoul es incapaz de responder y se concreta el enlace. 
Acto II
Patio en el interior del castillo
Los soldados beben. Raoul, desesperado por el silencio de Gabriella, prefiere morir (aria: Sì, ferisci, e il sangue mio). Armando trae el mensaje de que Gabriella quiere verle, lo que vuelve a levantar su ánimo. 
Apartamento en el castillo
Almeide le ha pedido a Armando que le diga a Raoul que Gabriella le espera, y se esconde para presenciar el encuentro. Gabriella rechaza a Raoul y le insta a amar a Almeide, pero él confiesa que siempre le amará sólo a ella. Al escuchar esto, Almeide se marcha furiosa. Las lágrimas de Gabriella convencen a Raoul de que ella todavía le ama, y se arroja a sus pies. Llega en ese momento Fayel, alertado por Almeide, y se dispone a matar a su esposa cuando Raoul lo detiene. Llega entonces el rey; Raoul confiesa su amor por Gabriella y Fayel se dispone a matarlo, siendo detenido por el rey, quien debe encargarse de hacer justicia y castigar a los culpables. Gabriella afirma su inocencia y su desdicha. Raoul propone enfrentarse a Fayel en duelo. 
Acto III
Patio en el interior del castillo
El rey acepta que el combate entre Fayel y Raoul se celebre ese mismo día. Una vez solos, Fayel se dispone a apuñalar al desarmado Raoul, pero éste lo acusa de cobarde, por lo que Fayel pide dos espadas y los dos se disponen a batirse en duelo (dúo: Di questo acciaro al lampo). 
Prisión tenebrosa
Gabriella delira en sueños, hasta que ve llegar a su enfurecido esposo. Fayel, aunque fue herido por Raoul, ha matado a su rival y, como venganza, trae en una urna su corazón, que Raoul prometió que sería siempre para Gabriella. Todos los presentes suplican a Fayel que cese de torturar a Gabriella, pero él, deseoso de venganza, se niega. Gabriella, sofocada, maldice a su esposo antes de caer muerta (aria final: Scellerato, quel sangue fumante). 

## Estructura
- Sinfonia

Atto I
- N. 1 - Coro de introducción y CavatinaAh! d'eroe ben degna prole - Amor! tacete...oh, Nume (Coro, Almeide, Fayel)
- N. 2 - Cavatina Ma che dissi? E dove mai (Raoul)
- N. 3 - Cavatina Tronca pure i dì funesti (Gabriella)
- N. 4 - Coro Voi, che al fianco d'eroe così grande (Coro, Filippo)
- N. 5 - Finale I La man di tua sorella (Filippo, Almeide, Raoul, Gabriella, Fayel, Armando, Coro)

Atto II
- N. 6 - Coro y Aria Liquor sì fervido - Sì, ferisci, e il sangue mio (Raoul, Coro)
- N. 7 - Coro O bella Almeide
- N. 8 - Finale II Cedi e vanne: è scritto in cielo - Vendetta! la chiede (Raoul, Gabriella, Almeide, Fayel, Filippo, Armando, Coro)

Atto III
- N. 9 - Dueto Di questo acciaro al lampo (Fayel, Raoul)
- N. 10 - Finale III Perché non chiusi il dì - Scellerato, quel sangue fumante (Gabriella, Fayel, Coro)

## Discografía
| Año  | Reparto (Gabriella, Raoul, Fayel, Filippo Augusto)                   | Director de Orquesta | Sello discográfico |
| ---- | -------------------------------------------------------------------- | -------------------- | ------------------ |
| 1979 | Ludmila Andrew, Maurice Arthur, Christian du Plessis, John Tomlinson | Alun Francis         | Opera Rara         |